# Oyeu
Oyeu – miejscowość i gmina we Francji, w regionie Owernia-Rodan-Alpy, w departamencie Isère.
Według danych na rok 1990 gminę zamieszkiwały 643 osoby, a gęstość zaludnienia wynosiła 47 osób/km² (wśród 2880 gmin regionu Rodan-Alpy Oyeu plasuje się na 1027. miejscu pod względem liczby ludności, natomiast pod względem powierzchni na miejscu 864.).